# エドガー・バンクロフト
エドガー・アディソン・バンクロフト（英語: Edgar Addison Bancroft 1857年11月20日 – 1925年7月27日）は、アメリカ合衆国の弁護士、外交官。1924年から1年間、駐日アメリカ合衆国大使を務めた。
兄フレデリック・バンクロフトは歴史家。ジョージ・ワシントンの伝記を著したアーロン・バンクロフトや、海軍長官、在英公使などを歴任したジョージ・バンクロフトは親族。

## 生涯
イリノイ州ゲイルズバーグに生まれる。地元のノックス大学を経てニューヨークのコロンビア・ロー・スクールを卒業。
1888年、ベンジャミン・ハリソンの選挙人となった。シカゴで弁護士として活躍し、イリノイ州弁護士会、シカゴ弁護士会の会長を務めた。また、アッチソン・トピカ・アンド・サンタフェ鉄道の法定代理人を務めた。
上院の休会期間中である1924年9月23日、カルヴィン・クーリッジ大統領はバンクロフトを駐日大使に任命。11月19日、信任状捧呈式。1925年1月21日、上院は任命を承認した。
1925年7月27日、静養先であった軽井沢の新渡戸稲造別荘で死去。遺体は8月6日横浜港で大日本帝国海軍の軽巡洋艦多摩に乗せられ、ホノルル経由で8月22日サンフランシスコに到着。翌23日アメリカ側に遺体が引き渡された。故郷ゲイルズバーグのホープ墓地（Hope Cemetery）に埋葬されている。

## 著作
以下はバンクロフトの著作の一部である
- The Chicago Strike of 1894 (1895年)
- The Moral Sentiment of the People: the Index and Foundation of National Greatnes (1896年)
- The Sherman Law and Recent Decisions (1911年)
- In Memoriam Robert Mather 1859-1911 (1912年)
- Doctor Gunsaulus, the citizen (1921年)
- The Mission of America and Other War-Time Speeches of Edgar A. Bancroft (1922年)
- Speeches and Addresses of His Excellency the Late Edgar A. Bancroft, American Ambassador and Honorary President of the America-Japan Society (1926年)
- The Mission of America, and Other War-Ttime Speeches of Edgar A. Bancroft (1927年)